# Раков (Калинковичский район)
Раков (бел. Ракаў) — деревня в Калинковичском районе Гомельской области Беларуси. В составе Липовского сельсовета.

## География

### Расположение
В 38 км на северо-восток от Калинкович, 6 км от железнодорожной станции Останковичи (на линии Жлобин — Калинковичи), 2 км от остановочного пункта на этой же железнодорожной линии [Плудим], 119 км от Гомеля.

### Гидрография
На юге мелиоративные каналы, бегущие к небольшому водохранилищу у ближайшей деревни Переток. Севернее деревни небольшое болото, которому местные жители уже давно присвоили название "МОХ" (площадью около 4-5га) между лесным массивом и небольшим молодым леском под местным названием "Лоза".

## Транспортная сеть
Транспортные связи по просёлочной, затем автомобильной дороге Гомель — Лунинец. Планировка состоит из прямолинейной улицы, близкой к широтной ориентации, которая на западе присоединяется к короткой меридиональной улицы. Застройка двусторонняя, неплотная, деревянная усадебного типа, встречаются несколько кирпичных домов.

## История
По письменным источникам известна с XVIII века как селение в Мозырском повете Минского воеводства Великого княжества Литовского. После 2-го раздела Речи Посполитой (1793 год) в составе Российской империи. В 1796 году владение Еленских. В 1850 году в составе поместья Липов помещика Горвата. В 1879 году обозначена как селение в Липовском церковном приходе. Согласно переписи 1897 года деревни, разделенные ручьём (высох) Раков-1 и Раков-2. В 1907 году произошли выступления крестьян против помещика Горвата. До настоящего времени, западнее деревни, по пути к остановочному пункту Плудим, сохранились остатки сада и часть фундамента усадьбы помещика. В 1908 году в Карповичской волости Речицкого уезда Минской губернии.
В 1922 году на свои средства жители построили здание школы, а в 1923 году в ней начались занятия. В 1929 году организован колхоз «Красный Раков», работали ветряная мельница, кузница, начальная школа (в 1935 году 69 учеников). Во время Великой Отечественной войны 60 жителей погибли на фронте. Согласно переписи 1959 года в составе колхоза имени С. М. Кирова (центр — деревня Мироненки).

## Население

### Численность
- 2004 год — 43 хозяйства, 80 жителей.

### Динамика
- 1796 год — 2 двора.
- 1834 год — 13 дворов, 116 жителей.
- 1850 год — 17 дворов.
- 1897 год — Раков-1 — 11 дворов, 136 жителей и Раков-2 — 10 дворов 138 жителей (согласно переписи).
- 1908 год — 48 дворов, 324 жителя.
- 1959 год — 379 жителей (согласно переписи).
- 2004 год — 43 хозяйства, 80 жителей.
- 2015 год - 4 хозяйства, 6 жителей.